# 蔡小洪
蔡小洪（1950年代—），中国广东普宁人，中华人民共和国官员、中国人民解放军中校，前中华人民共和国司法部部长蔡诚之子。曾供职于《解放军报》报社、新华社香港分社。自2001年任香港中联办秘书长，因在任内涉英国间谍案而在2003年被免职判罪。

## 家庭
蔡小洪出身自军队，衔至中校。他是中華人民共和國前司法部部长蔡诚之子。其祖父母伍治之、蔡楚吟在1920年代即已加入中共，曾在1940年代於香港協助該黨高層人物廖承志工作。祖母蔡楚吟在「文化大革命」中受迫自殺。

## 工作
蔡小洪原在《解放军报》社任编辑。1989年调职至新华社香港分社，后升为副主任、主任，当时军衔为中校以上。香港主權移交后，新华社香港分社更名为香港中联办。蔡自2001年起担任香港中联办秘书长（副部级）。蔡負責香港中联办的內部事務，工作包括處理該機構與中央人民政府间的機密文件。

## 英國間諜案
据香港媒體报道，2002年6月，中国情报部门在例行监听时，发现时任中共中央总书记的江泽民的访港行程、保安計劃、路線被泄漏。这引起高层官员的注意，经调查后疑与蔡小洪有关。2003年7月中旬，時值七一遊行期間，蔡被情报部门秘密带至北京。9月，他被正式免职，受国家安全部审查。同案還涉及前新华社香港分社台湾工作部处长魏平原及前香港中联办办公厅主任刘林等人。
據香港中通社和太陽報引述中联办消息，蔡在任內受到英國情報部門军情六处华人特工的收买，泄露了大量关于中共对港问题的情报。案涉贿赂数百萬元港元。據北京的情報人士估計，軍情六處早於97年前即已收買蔡小洪。据太陽報援引消息人士指，蔡的妻、儿早前已取得通行證赴港，并可能已前往英国，但未知这是否為蔡被收買的交換條件。中联办副主任李刚評論認爲该案只是外國情報機構在香港工作的冰山一角。英国驻港总领事馆对此事拒绝置评。
2004年，此案在广州举行不公开审判，蔡小洪被以故意泄漏国家机密罪判处有期徒刑15年。
據路透社引述匿名消息報道，其父蔡誠在2009年臨終前曾致信頂層官員，求懇釋放蔡小洪，但未獲准。蔡家認爲蔡小洪是被错判，是內部權力鬥爭的受害者。

## 著作
- 《动荡中的国家安全》，孙明明、蔡小洪著，1988年3月，解放军出版社，ISBN 7-5065-0358-1[來源請求].
- 《世界毒品之战》，蔡小洪著，1988年12月，昆仑出版社，ISBN 7-80040-093-X[來源請求].
- 《战略大决战》，蔡小洪、孙明明著，1993年，警官教育出版社，ISBN 7-81027-349-3[來源請求].